# Prima sezóna
Prima sezóna je soubor šesti povídek od Josefa Škvoreckého, jejichž hlavní postavou je gymnaziální student Daniel Smiřický. Kniha poprvé vyšla v Torontu v roce 1975 v nakladatelství Sixty-Eight Publishers, v Česku poprvé vyšla až v roce 1990. Děj knihy se odehrává ve fiktivním městě Kostelec v období Protektorátu Čechy a Morava.

## Obsah

### Zimní příhoda
Vyhlášenému kosteleckému sukničkáři Dannymu Smiřickému se konečně podaří sjednat si rande, a to hned se dvěma holkami, které delší dobu obletuje: s Irenou i Marií. Nejdříve má rande s Irenou u ní doma, avšak nečekaně je vyruší Irenin otec, který je kostelecký radní. Dvojice si na rychlo vymyslí, že Danny přišel Irenu doučovat matematiku. Radní si proto Dannyho krátce vyzkouší z poměrně jednoduchého matematického příkladu, a když vidí, že Danny je na tom s matematikou hůř než Irena, nutí je oba dlouho do noci počítat matematické příklady. Danny nakonec přijde na to, co způsobilo předčasný návrat domů Irenina otce: z protějšího domu dvojici viděla Marie, se kterou měl rande později, a která ze žárlivosti přivolala Irenina otce.

### Májová kouzelnice
V Kostelci se nečekaně objeví krásná slečna Karla-Marie Weberová, která zaujme Dannyho pozornost hned při prvním setkání před cukrárnou. Slíbí Dannymu, že se s ním zase sejde, avšak Danny je čím dál tím více zmaten nejen z jejího chování, ale také z jejího často se měnícího oblečení. Nakonec ho to dovede až k domněnce, že slečna Weberová musí být kouzelnice. Ta to nejenže nevyvrací, ale podporuje Dannyho, aby si to dále myslel. Když ho pozve k sobě na rande, Danny pozvání s radostí přijme. V bytě slečny Weberové dojde nakonec k tomu, že se mu odhalí pravda: slečny Weberové jsou dvě, Karla-Marie Weberová a Marie-Karla Weberová. Danny pochopí, že naletěl dvojčatům, a jde raději domů. Cestou se staví za Irenou, u které hodlá najít útěchu – zjistí ale, že u ní jsou děvčata Weberovy, které jsou Ireniny vzdálené sestřenice. Danny jde tedy raději domů, a jako vždy s nepořízenou.

### Zamřížovaný charleston
V Kostelci se objeví nová tvář, Kristýna z nedalekého Mýta. Danny ji poprvé spatří na jevišti v amatérském divadle, kde dívka hraje hlavní roli, a Danny hraje v orchestru na saxofon. Danny se snaží vloudit se Kristýně do přízně; když už to vypadá, že se mu to podaří, dá si ho zavolat učitel náboženství pan Meloun. Zasvětí Dannyho do svého problému: tajně oddal slečnu Dagmaru s Antonínem i přesto, že věděl, že Dagmar je neárijského původu. Jelikož se na to přišlo, potřeboval po Dannym upravit záznam v matriční knize. Gestapo mělo přijít již druhý den ráno. Danny si nakonec povolal na pomoc svého přítele Rosťu, se kterým přes noc celou knihu přepsali. Příslušník gestapa druhý den nic nepoznal, zajímal se totiž spíše o mešní víno než o matriční knihu. Danny se rozhodne k poslednímu pokusu, jak získat Kristýnu, a zajede za ní do Mýta. Přemluví jí, ať vynechá hodinu klavíru a jde s ním do parku. Tam se s ní Danny pokusí sblížit, když v tom je nachytá Kristýnin otec a Danny opět odchází s nepořízenou.

### Vyhlídka z věže
Danny s Rosťou naplánují na první pohled bezchybný plán: Rosťa pozve Irenu do lesní chaty, kde ji bude kreslit. Danny půjde náhodou kolem, a když Rosťa bude chtít v klidu dokončit o samotě Irenin portrét, Danny se s ní půjde projít a pokusí se s ní intimně sblížit. Irena však jejich lest brzy prokoukla, nicméně domů neodešla, jak měla původně v plánu, ale vyrazila s Dannym na skály. Danny byl málo zkušený horolezec, takže cesta na vrchol jim trvala poněkud déle, než bývá obvyklé. Když dolezli na vrchol věže, strávili tam celé odpoledne povídáním. V pět hodin Irena už chtěla jít domů, avšak dvojice zjistila, že na vrcholu je vytržená slaňovací skoba, takže nemají jak slézt dolů. Danny vymyslí nebezpečnou metodu, jak dolů slézt, ta však neobstojí a Irena se zřítí dolů. Se zlomenou nohou ji chvíli na to najde její kluk Zdeněk, který měl být tou dobou v Praze u nemocné matky. Jak se ukázalo, přijela za Zdeňkem jeho další holka, a jelikož nechtěl být nikým spatřen, šel s ní do skal. Danny, který ještě pomohl situaci vyhrotit, slezl až pozdě v noci za pomoci dvou místních horolezců.

### Hotel pro sourozence
Po nešťastné příhodě s Irenou se Danny pokusil s ní několikrát spojit, vždy ale narazil na jejího neústupného otce, který nechtěl, aby se Danny s Irenou dále vídal. Koncem prázdnin se Danny vydal na doučování k panu profesoru Stařecovi, který jej připravoval na reparát z matematiky. Tam Danny potkal Alenu, Ireninu sestru, se kterou zapředl rozhovor a postupně přišel na to, že Alena je do něj zamilovaná a Danny si uvědomí, že je i docela hezká. Večer v parku se začnou líbat a Alena si s Dannym domluví rande na sobotu, kdy pojedou společně pro med do sousední vesnice. Domluví se, že přespí v jednom výletním hotelu a rodičům řeknou raději něco jiného. Nejdříve chtějí oklamat hoteliéra a namluvit mu, že jsou bratr a sestra, hoteliér je sice prokoukne, ale přesto je ubytuje. Danny se raduje, že se na něj konečně usmálo štěstí, a psychicky se připravuje na svůj první úspěch. Když se po večeru stráveném v lese oba vypraví na pokoj, aby spolu strávili noc, čeká už je tam pan rada. Přivolal ho proradný hoteliér, který nejdříve prodal Dannymu předražené prezervativy, a pak na něj zavolal otce Aleny, kterou poznal, aniž by to dal na sobě znát. Pan rada pak odvezl oba domů.

### Smutné podzimní blues
Nedlouho po této příhodě byl Danny rodiči vyslán pro vodu ze studny za lesem. U studny Danny potkal Marii, která tam byla za týmž účelem. Danny se s ní dal do řeči a když byli na cestě zpátky do Kostelce, začalo prudce pršet. Dvojice se ukryla v Rosťově chatce v lese. Danny, vycítiv příležitost Marii svést, ji chtěl opít rumem. Marie ho však prokoukla a naopak ona opila Dannyho. Ten se vzbudil až druhý den ráno a utíkal domů, protože doma nic neřekl rodičům. Jaké pak bylo jeho překvapení, když zjistil, že Marie jeho rodičům zavolala a omluvila Dannyho, že přijde až druhý den. Danny se pak s Marií domluvil, že se sejdou v sobotu v Provodově, kde bude Danny vystupovat se svou kapelou. Marie tam však dorazila se svým staro–novým klukem, se kterým se opět dala dohromady. Danny byl z toho přirozeně nešťastný, což dokreslovala bluesová muzika, kterou tu noc hráli. Povídka i celá kniha končí v momentě, kdy je zpěvákovi kapely a Dannyho příteli Lexovi oznámeno, že jeho otec byl zastřelen. Tím symbolicky i skutečně končí „prima sezóna“ a Danny si uvědomuje, že válka je na spadnutí a jeho mladá léta pomalu končí.

## Adaptace
- Prima sezóna – český televizní seriál, který natočil režisér Karel Kachyňa v roce 1994.